# قد (جنس سمك)
القُدّ أو الإسقلبين أو الأصقلبين (الاسم العلمي: Cottus) هو جنس من الأسماك يتبع الفصيلة القديات من رتبة عقربيات البحر.